# Erica Shaffer
Erica Shaffer est une actrice américaine, née le 6 mars 1970 à San Diego en Californie.

## Filmographie

### Cinéma
- 1992 : Spirit of Wonder: China-san no yûutsu : Lily (voix de la version anglaise)
- 1998 : The Artists (court métrage) : l'artiste
- 1998 : Three on a Match
- 1999 : Amazing Nurse Nanako (mini-série) : Satsuki (voix de la version anglaise)
- 1999 : Second Coming (court métrage)
- 1999 : Little Heroes : Ms Bakman
- 1999 : Catalina Trust : Kitty Lehuesen
- 2000 : Puppy Love (court métrage) : 2nd AD
- 2000 : West Coast : Julie
- 2001 : A Family Affair : Christine Peterson
- 2001 : The Socratic Method : Susan Walsh
- 2004 : The Kids Who Saved Summer : Penny Stone
- 2005 : The Bike Squad : Penny Stone
- 2006 : Running Springs : Monica
- 2006 : Cattle Call
- 2007 : Two-Eleven (court métrage) : Elizabeth Summerfeild
- 2008 : The Fall : Brooke Jakubiak
- 2010 : The Truth : la maman de Gabriel
- 2010 : Taylor Warren (court métrage) : Virginia
- 2010 : Puppet Master: Axis of Evil : Elma Coogan
- 2011 : Detention : Sloan
- 2015 : Counting for Thunder : Caroline
- 2015 : Springbrook (court métrage) : Jean

### Télévision

#### Téléfilm
- 2010 : Dad's Home : Sara
- 2012 : A Taste of Romance : Nora Smithson
- 2012 : Matchmaker Santa : Ruth Hogan

#### Série télévisée
- 1997 : Arsenio : la cliente
- 1997-1998 : Les Dessous de Veronica : Serveuse / Assistant
- 1998 : NightMan : Heather
- 1998 : Nazca : Yuka Kiritake / Aquira (voix)
- 1998 : Pensacola: Wings of Gold : l'employée de bureau
- 1998 : Silk Stalkings : Jill
- 1999 : Hang Time : Reporter #1
- 2000 : 18 Wheels of Justice : Marjorie
- 2001 : I My Me! Strawberry Eggs : Vice Principal (voix de la version anglaise)
- 2003 : Licensed by Royalty : Cynthia (voix de la version anglaise)
- 2003 : Texhnolyze : Promotor's Lover (voix de la version anglaise)
- 2003 : Rumic Theater: Mermaid Forest : la maman de Hazuki (voix de la version anglaise)
- 2003 : Ikki Tousen : Kanu Uncho
- 2003-2004 : R.O.D the TV : Cabin Attendant / Tachibana Reporter (voix de la version anglaise)
- 2004 : Paranoia Agent : Harumi Chono / Maria (voix de la version anglaise)
- 2004 : Clubhouse : la reporter
- 2005 : The King of Queens : Jamie
- 2005 : Charmed : Anna Woods
- 2005 : The Hollow Men : l'avocate
- 2005 : Drake & Josh : madame Crenshaw
- 2004-2005 : The Young and the Restless : Gwen Peterson
- 2006 : Las Vegas : Kimberly Wells
- 2006 : Windfall : Des dollars tombés du ciel (Windfall) : la reporter
- 2007 : CSI: Miami
- 2008 : The Secret Life of the American Teenager
- 2008-2012 : Days of Our Lives : Tamar
- 2009 : Eleventh Hour : la reporter TV
- 2009 : Greek : Thirty-Something Alumna
- 2009 : Ghost Whisperer (série télévisée) : l'infirmière fantôme
- 2009 : The New Adventures of Old Christine : madame Bethany Burke
- 2009 : Three Rivers : Marilyn
- 2009 : Men of a Certain Age (série télévisée) : la femme de Dick
- 2010 : Private Practice : Angie
- 2010 : Big Time Rush : la seconde maman
- 2010 : My Boys : la femme
- 2010 : Dexter : la maman de Teddy
- 2011 : Jon Benjamin Has a Van : FCX News newscaster
- 2013 : Castle : Extra Reporter
- 2013 : Deadtime Stories
- 2013 : Mad Men : Patty Grange
- 2014 : The Exes : Ann Marie
- 2012-2015 : Scandal : reporter Julia
- 2012-2015 : Family Time : Vivian Stallworth
- 2015 : hawaii 5-0 : Tessa Foxton

### Jeux vidéo
- 2004 : SpellForce: Shadow of the Phoenix (voix de la version anglaise)
- 2008 : The Last Remnant : Marina Sykes (voix)